# Пеньковский сельсовет (Чулымский район)
Пеньковский сельсовет — сельское поселение в Чулымском районе Новосибирской области Российской Федерации.
Административный центр — железнодорожная станция Пенек.

## История
Статус и границы сельского поселения установлены Законом Новосибирской области от 2 июня 2004 года № 200-ОЗ «О статусе и границах муниципальных образований Новосибирской области»

## Население
| 2002 | 2010 | 2012 | 2013 | 2014 | 2015 | 2016 |
| ---- | ---- | ---- | ---- | ---- | ---- | ---- |
| 395  | ↘285 | ↘269 | ↘265 | ↘262 | ↗263 | ↘251 |
| 2017 | 2018 | 2019 | 2020 | 2021 |      |      |
| ↘250 | ↘242 | ↘229 | ↘223 | ↘219 |      |      |

## Состав сельского поселения
| № | Населённый пункт | Тип населённого пункта                          | Население |
| - | ---------------- | ----------------------------------------------- | --------- |
| 1 | Пенек            | железнодорожная станция, административный центр | ↘219      |